# Slaveri i Finland

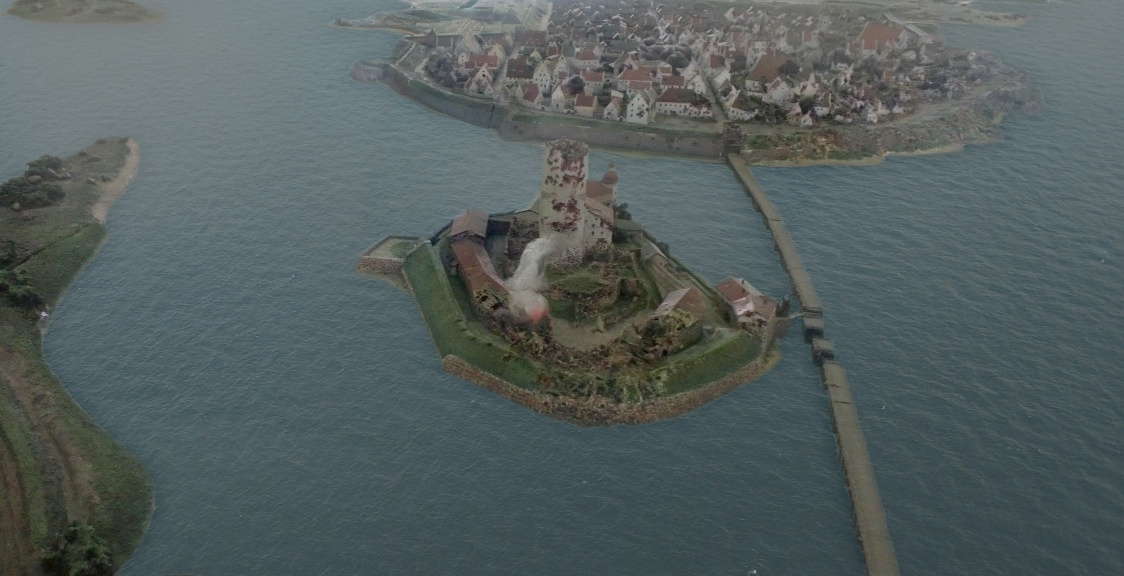
Viborg, 1710

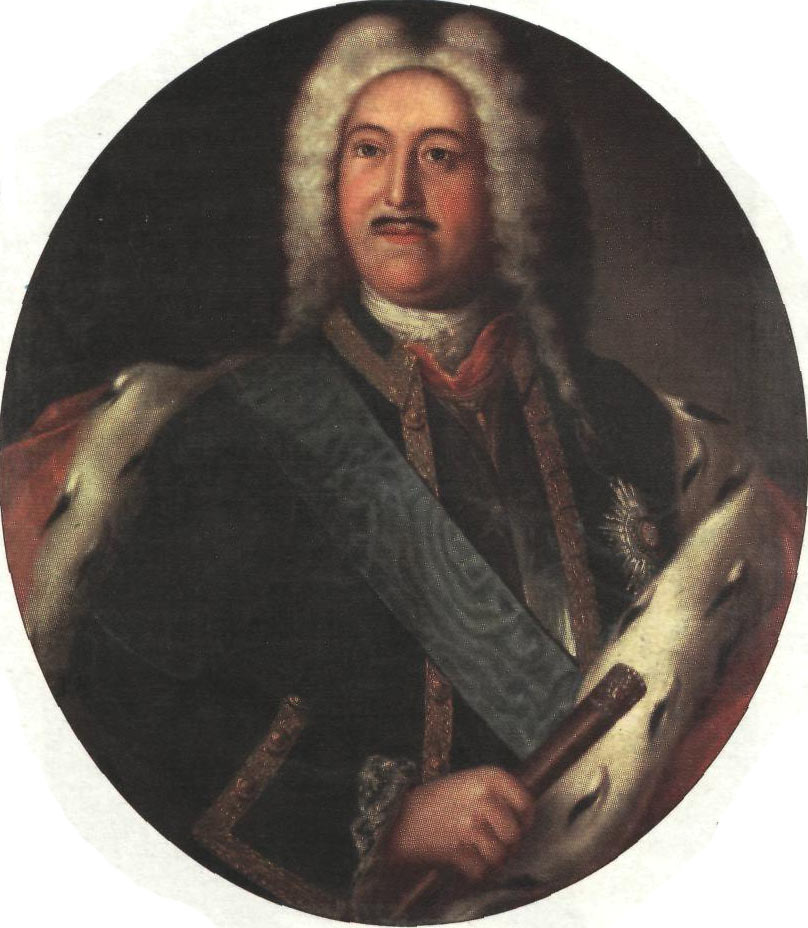
Michail Golitsyn, Finlands guvernör under Stora ofreden.

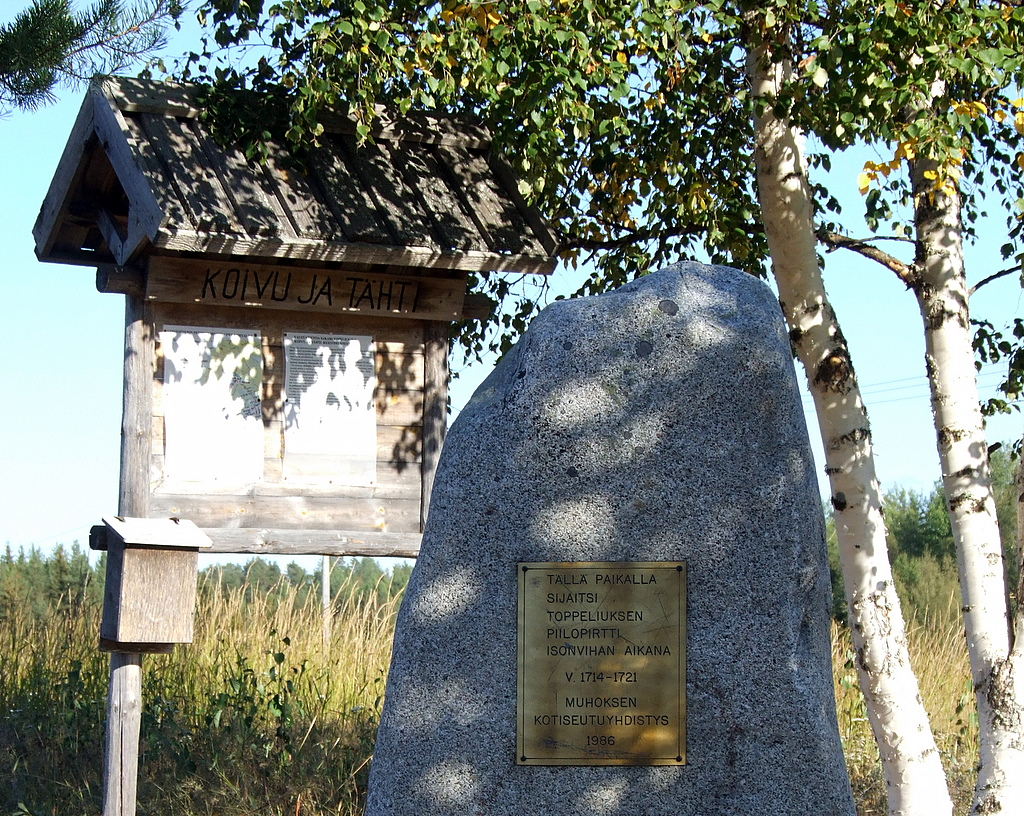
Memorial stone for the Great Wrath in Muhos, Finland

Slaveri i Finland är en dåligt utforskad del av historien. Även om det troligen förekom inhemskt slaveri i Finland, finns det inga bevarade uppgifter om det slaveri som utövades i Finland. Historien om slaveri handlar för Finlands del därför främst om handeln med finländare som slavar till andra länder. 
Under flera sekel var Finland, på grund av sin status som först hedniskt land, och sedan som slagfält mellan Sverige och Finland, en källa för slavar österut, en handel som pågick åtminstone fram till 1700-talet och kulminerade i svåra härjningar under stora ofreden under det stora nordiska kriget. 

## Slaveri
Slaveri har med all trolighet förekommit i Finland liksom i de flesta andra samhällen under forntiden, då slaveri historiskt sett var en normal del av samhället i de flesta kulturer. 
Det finns dock få uppgifter om livet i Finland innan det blev en del av Sverige under 1100- och 1200-talen, och inga uppgifter för hur slaveriet såg ut i Finland. Sagor från finsk episk folklore indikerar dock att den finska samhällseliten ägde slavar under vikingatiden 800-1050.
Under den kristna medeltiden dog slaveriet ut i nästan hela Europa på grund av förbudet för en kristen att hålla en annan kristen som slav, och alla européer åtminstone officiellt blev kristna. Finland blev en del av Sverige, och i Sverige förbjöds slaveriet 1335.

## Slavhandel med finländare
De första uppgifterna om finnar som offer för slavhandeln kom från vikingarna på 1000-talet.  Krigsherrar från Novgorod attackerade Finland ungefär en gång per decennium mellan 1300 och 1500.  Slavar tillfångatogs oftast från södra Finland och ryska Karelen, men slavjaktsexpeditioner är kända för att ha sträckt sig så långt som till Lappland och Österbotten. Enligt samtida uppgifter transporterades finska slavar längs handelsvägar, oftast till Novgorod och Kazan vid Volga, där de såldes vidare. Under medeltiden var det brukligt att släktingar köpte sina rånade släktingar fria. Om de inte kunde göra det, fördes slaven för att säljas någon annanstans. Unga män användes för tvångsarbete.
Främst var det bara barnen som hamnade längre bort. Eftersom finnar var hedningar kunde de säljas till både islamiska och kristna länder,  eftersom muslimer inte kunde förslava andra muslimer och inte heller kristna andra kristna. Under medeltiden levde hedningar bara kvar i avlägsna norra regioner i Europa. Ibland kunde en person som tillfångatagits av kristna slavhandlare rädda sig från slaveri genom att konvertera till kristendomen. De längsta kända slavhandelskedjorna sträckte sig från Finland till Tjetjenien. Det ryska och centralasiatiska slavhandelsnätverket sträckte sig dock så långt som till Goa och Maldiverna. Blonda, blåögda små flickor och pojkar var särskilt eftertraktade. På grund av sin unika hudfärg hamnade flera hundra barn som "lyxslavar" i Medelhavet, Centralasien eller stormakterna i Mellanöstern.
I Persien och Centralasien var medeltida samhällen baserade på klaner. Härskarna ville undvika att göra sin administration beroende av lokalbefolkningen, så de förvärvade slavar från slavmarknaden för att tjäna som tjänstemän och militära ledare. I Persien var även den militära eliten slavar under medeltid och tidigmodern tid. Om finska pojkar har hamnat i Persien har de varit dyra och sannolikt fått en utbildning och hamnat i höga positioner. Flickorna skulle i sin tur ha hamnat i harem i sexuellt slaveri som sultanernas konkubiner. Emellertid har inga bevarade uppteckningar hittats om ödena eller destinationerna för enskilda personer som förslavades från Finland. 
Slavhandeln var ekonomiskt lönsam, eftersom priset på en slav ökade flera tusen gånger under vägen. Enligt ett dokument kunde en blond finsk flicka köpas i Karelen för fem altyner, en forntida rysk valuta, och hon kunde säljas på slavmarknaden för 200 rubel, motsvarande 6 666 altyner. 
På 1560-talet tillfångatog tatarerna flera hundra finnar.

### Stora ofreden
Utöver medeltiden plundrade ryssarna finnar som slavar för sig själva och för handel under 1700-talets stora krig: uppskattningsvis 20 000–30 000. De användes i fältarbete och som tjänare, och såldes vidare till muslimer via slavhandeln på Krim. Barn och ljushyade kvinnor kunde få ett bra pris på slavmarknaden i Mellanöstern, och pojkar kastrerades för att bli eunucker. I Ryssland förbjöds slaveri 1725 och livegenskap 1863.  Teemu Keskisarja har hävdat att under Stora Nordiska kriget exporterades fler slavar från Finland till Ryssland i proportion till befolkningen än från många afrikanska regioner till Amerika.
Vid den tiden förde ryssarna med våld finnar till Ryssland, bland annat som livegna, sexslavar och för byggnadsarbete. Vissa fick sina släktingar dödade eller torterade inför sina ögon.   Av de som togs till slavarbete kunde omkring 2 000 återvända, de flesta efter år, vissa efter årtionden.  Peter den store beordrade folkmordet för att försvaga den svenska armén.
Hur lång tid slavhandeln med finnar från Finland pågick är oklart, men den torde ha blivit alltmer obetydlig efter det stora nordiska kriget.

## Eftermäle
I Muhos i Norra Österbotten i Finland invigdes den 3 september 2022 ett minnesmärke ritat av Antero Kassinen kallat Orjaleiripatsas, som restes i hågkomst över de finländare som föll offer för slavhandeln på Svarta havet under den stora ofreden.